# Herb Kalet
Herb Kalet – jeden z symboli miasta Kalety w postaci herbu.

## Wygląd i symbolika
Herb przedstawia na błękitnej tarczy herbowej srebrny młot kuźniczy, umieszczony na złotym trzonku i stojaku tej samej barwy, pod którym umieszczone jest srebrne kowadło o złotej podstawie. Młot znajduje się po heraldycznie prawej stronie tarczy, a kowadło po lewej. Młot jest pochylony tak, jakby był gotowy do uderzenia w kowadło. W podstawie herbu znajdują się stylizowane kopce mielerzy barwy czarno-srebrnej na belce barwy złotej.
Symbolika herbu nawiązuje do kuźnicy (dymarki) znajdującej się dawniej w Kuczowie, dzielnicy Kalet.

## Historia
Herb ustanowiony został w 1984 roku. Potwierdzony uchwałą o statucie miasta w 2008. Wykreślony przez Radę Miejską z tekstu jednolitego statutu w 2014 roku.